# 増田順司
増田 順司（ますだ じゅんじ、1915年10月25日 - 1989年5月25日）は、日本の俳優、声優。本名・吉野 順二(のち増田順二)。東京市麹町区（現・東京都千代田区）出身。旧芸名・別名は増田 順二。息子は劇団NLTの演出家。

## 経歴・人物
増田家の次男として生まれ、吉田家の養子となる。
四谷第三尋常小学校を経て東京府立農芸学校に入り修了後、32年に第一外国語学校英語科に入り34年卒業。
同年シナリオ·ライターをめざして日本大学専門部文科に進み、大演劇ワークショップに加入し北村喜八、青山杉作らに師事。
36年に創作座へ入り、翌37年3月に大学中退するも同年春、創作座は解散し、38年末、文学座に入る。
1937年、日本大学専門部芸術科演劇科卒業。大学在学中に劇団創作座に入団。東京自由舞台を経て、文学座で舞台俳優として活動。
1940年、東宝に入社し企画課に勤務。1942年に東宝を退社。1943年、松竹大船撮影所に入社し専属俳優となる。
1942年3月15日吉野信子と結婚し吉野姓となる。
1944年、東宝の映画『おばあさん』で映画初出演。俳優としては旧姓の増田を芸名に用いた。
第二次世界大戦中は召集され海軍に入隊。復員後、松竹に復帰。1953年、松竹を退社しフリーとなる。
53年3月、松竹を退社。
1954年、佐野周二、佐田啓二とともにまどかグループを設立し、監査役を務めた(企画製作担当重役とも)。
増田の代田一丁目にある家は佐野周二が住んでいた家を佐野が下北沢の新築の家に引っ越す際に一の子分である増田が譲ってもらったという。
後に順司に改名。
1959年、しばたプロダクションの設立に参加し、取締役となる。その後は東映に入社。
1968年から東京俳優学校の講師も務めた。多くの映画やテレビドラマに出演した。
1989年5月25日午前7時10分、胃癌のため河北病院で死去（享年73歳）。
信子との間に一男一女。

## 出演

### 映画
- 鏡獅子（1935年、松竹） ※ナレーター
- 撃滅の歌（1945年、松竹）
- 大曾根家の朝（1946年、松竹） - 冒頭で出征する青年・実成明
- 女生徒と教師（1946年、松竹）
- 人生画帖（1946年、松竹）
- わが恋せし乙女（1946年、松竹） - 野田
- 我が家は楽し（1951年、松竹） - 馬場信太郎
- 本日休診（1952年、松竹） - 三雲伍助
- ここに泉あり（1955年、中央映画） - 金子
- 空飛ぶ円盤恐怖の襲撃（1956年、新東宝） - 黒井博士
- 東京暮色（1957年、松竹） - バアの客
- 点と線（1958年、東映） - 佐山課長補佐
- 遊星王子（1959年、東映）
- 二発目は地獄行きだぜ（1960年、東映） - 事務長
- 黄色い風土（1961年、東映） - 春田
- 悪魔の手毬唄（1961年、東映） - 吉田
- 安寿と厨子王丸（1961年、東映） - 師実の使者[11]（声の出演）
- 刑事(デカ) （1964年、東映） - 菅原警察医
- 忍法破り 必殺（1964年、松竹)
- 前科 ドス嵐（1969年、日活）
- だまされて貰います（1971年、東宝）
- 小説吉田学校（1983年、東宝）
- 天国の駅 HEAVEN STATION（1984年、東映） - 署長
- 玄海つれづれ節（1986年、東映） - 片倉
- 龍飛岬 （1988年、木村プロダクション） - 山村邸執事
- 226（1989年、松竹） - 牧野伸顕

### テレビドラマ
- ダイヤル110番（1957年、NTV）
- 声（1958年、KRT）
- 私は貝になりたい（1958年、KRT） - 赤紙配達
- 芽をふく葦（1959年、NTV）
- あの波の果てまで（1959年、NET）
- ドキュメンタリードラマ 指名手配 第6話「燃える導火線 前編」・第7話「燃える導火線 後編」（1960年、NET）
- 憎い奴（1961年、TBS）
- トリオ（1962年、CX）
- 連続テレビ小説（NHK総合）
  - あしたの風（1962年 - 1963年） - 文吉 役
  - 本日も晴天なり（1981年） - 長谷川芳信（長谷川のおじいちゃん） 役
- 人生の四季 第45話「大財閥」（1962年、NTV）
- 浮雲（1963年、NTV）
- ザ・ガードマン（TBS / 大映テレビ室）
  - 第1話「黒い猫」（1965年）
  - 第14話「殺人者」（1965年）
  - 第37話「いちばん長い夜」（1965年）
  - 第51話「男の争い」（1966年）
  - 第70話「大空の死闘」（1966年）
  - 第71話「見えない敵」（1966年）
  - 第81話「殺意の影」（1966年）
  - 第91話「復讐の赤い牙」（1966年）
  - 第102話「真夜中の標的」（1967年）
  - 第134話「影なき殺人命令」（1967年）
  - 第218話「サラリーマンは夜に勝負する」（1969年）
- 渥美清の泣いてたまるか / 先生、泣いてたまるか（1966年、TBS / 国際放映）
- ライオン奥様劇場 / 異母姉妹（1966年、CX / NMC）
- テレビ・ルーテル・アワー「山の宿」（1966年、NET/日本ルーテル・アワー） - 小関右衛門 役
- レモンのような女 第6話「熱帯魚」（1967年、TBS）
- 大河ドラマ（NHK）
  - 竜馬がゆく（1968年） - 堀次郎 役
  - 黄金の日日（1978年） - 浅井久政 役
  - 草燃える（1979年） - 覚淵律師 役
  - 峠の群像（1982年） - 間瀬久太夫 役
- 三匹の侍 第5シリーズ 第19話「冬の旅」（1968年、CX） - 郡奉行
- 幕末姉妹（1968年、CX / NMC）） - 毛利公 役
- ローンウルフ 一匹狼 第35話「真夜中の顔」（1968年、NTV / 東映）
- ウルトラシリーズ（TBS / 円谷プロ）
  - ウルトラセブン 第44話「恐怖の超猿人」（1968年） - 真山博士 役
  - ウルトラマンA 第31話「セブンからエースの手に」（1972年） - TAC本部参謀司令
- 特別機動捜査隊 （NET / 東映）
  - 第360話「真昼の花火」（1968年） - 神谷
  - 第494話「娼婦の流れ唄」（1971年） - 倉本
  - 第531話「わが作戦敗れたり」（1972年） - 野村
  - 第655話「ある特捜記者」（1974年） - 滝村
  - 第730話「南国の旅路の果て」（1975年） - 森安
  - 第771話「新宿海峡」（1976年） - 重吉
  - 第794話「ある受験生の詩」(1977年） - 根本
- 怪奇大作戦 第13話「氷の死刑台」（1968年、TBS / 円谷プロ） - 大学教授
- 用心棒シリーズ 俺は用心棒 第17話「夏の夜と朝に」（1969年、NET / 東映） - 目付
- 鬼平犯科帳 第１シリーズ （1970年、NET / 東宝）
  - 第37話「おみね徳次郎」 ‐ 法楽寺の直右衛門
  - 第54話「色と欲」 - 日野屋善兵衛
- 大忠臣蔵（1971年、NET / 三船プロ）
- 遠山の金さん捕物帳（NET / 東映）
  - 第29話「やくざに泣く女」（1971年） - 宗右ヱ門
  - 第80話「夢を見た男」（1972年） - 桂木仁庵
- 人形佐七捕物帳 第15話「血染めの似顔絵」（1971年、NET / 東宝） - 葛野蝶雨
- 天皇の世紀（1971年、TBS / 国際放映） - 三条実万
- ナショナル劇場（TBS / C.A.L）
  - 大岡越前
    - 第2部 （1971年）
      - 第10話「下手人は火あぶり」 - 惣左ヱ門
      - 第27話「小西屋事件」 - 小西屋

    - 第3部 第28話「右の腕」（1972年12月25日） - 遠州屋
    - 第4部 第14話「巷談 縛られ地蔵」（1975年1月6日） - 近江屋嘉右衛門
    - 第5部 第18話「長屋住いの御奉行様」（1978年6月5日） - 山城屋仙右衛門
    - 第6部（1982年）
      - 第6話「死を占った女」 - 儀右衛門
      - 第23話「嘘が病の札つき婆」 - 上総屋幸右衛門

  - 水戸黄門
    - 第4部（1973年）
      - 第22話「激流に実る恋 -北上川-」 - 名主善兵衛
      - 第33話「長槍始末記 -古河-」 - 庄作

    - 第6部 第4話「わしは天下の大泥棒 ‐八代‐」（1975年4月21日） - 高田屋伊佐衛門
    - 第7部 - 松前屋太兵衛
      - 第10話「吼えろ!! 北海の火縄銃 -函館-」（1976年7月26日）
      - 第34話「日光街道日本晴れ -宇都宮・水戸-」（1977年1月10日）

    - 第8部 第3話「東海道お化け旅籠 -平塚-」（1977年8月1日） - 天利屋福造
    - 第9部 第22話「初春女狐騒動 -諏訪-」（1979年1月1日） - 高島屋清兵衛
    - 第10部（1979年）
      - 第4話「仇討ち箱根馬子唄 -箱根-」 - 蔦屋彦兵衛
      - 第12話「身ぐるみ剥がれたご老公 -津-」 - 結城屋徳兵衛

    - 第12部 第19話「初春姫君替え玉騒動 -姫路-」（1982年1月4日） - 播磨屋清兵衛
    - 第13部 第17話「出雲の和紙の縁結び -大社-」（1983年2月7日） - 因幡屋茂作
    - 第14部
      - 第6話「恩讐越えたこけし人形 -鳴子-」（1983年12月5日） - 浄海
      - 第19話「悪を懲らした喧嘩友達 -会津-」（1984年3月5日） - 安達屋伝右衛門
      - 第36話「夫婦喧嘩で悪退治 -徳島-」（1984年7月2日） - 野島屋

    - 第15部（1985年）
      - 第4話「悪計暴いた身代り花嫁 -大洲-」 - 六助
      - 第27話「殿様騙した親不孝者 -大垣-」 - 三河屋

    - 第17部 第22話「惚れた娘はお姫様 -竜野-」（1988年1月25日） - 播磨屋
    - 第18部 第21話「化け猫の仇討ち -佐賀-」（1989年2月6日） - 筑後屋半兵ヱ
- 大江戸捜査網（12ch / 三船プロ）
  - 第20話「三度笠が悪を斬る」（1971年） - 玄斎
  - 第88話「小指に賭けためおと傘」（1972年） - 紀州屋仁右衛門
  - 第91話「不知火小僧は女でござる！」（1972年） - 筒井清順
  - 第103話「裏切られた男の約束」（1973年） - 三井屋弥兵衛
  - 第177話「恐怖の訪問者」（1975年） - 桂木順庵
  - 第192話「必殺! 忍者群団」（1975年）
  - 第257話「殺しを呼ぶ賽の目」（1976年） - 上総屋
  - 第313話「大暴れ魚河岸の伊達男」（1977年） - 伊勢屋久兵衛
  - 第405話「潜入 決死の悪人狩り」（1979年） - 加納屋儀兵衛
  - 第636話「宿命の絆 父と娘の別れ唄」（1984年） - 和尚
  - 第646話「女隠密やわ肌勝負」（1984年） - 大黒屋吉右衛門
- 太陽にほえろ! （NTV / 東宝）
  - 第6話「手錠と味噌汁」（1972年） - 梅田部長
  - 第166話「噂」（1975年） - 石丸外科病院事務長
  - 第549話「ボギーとマミー」（1983年） - 吉村
  - 第575話「向い風」（1983年） - 公園の老人
  - 第713話「エスパー少女・愛」（1986年） - 高梨義太郎
- 荒野の素浪人（NET / 三船プロ）
  - 第12話「慕情 赤い谷の女」（1972年3月21日） - 香山
  - 第58話「荒涼 殺生谷の黄金」（1973年2月6日） - 家老　清水 則友
- 鬼平犯科帳 第2シリーズ 第25話「礼金二百両」（1972年、NET / 東宝） - 谷善左衛門
- ライオン奥様劇場 / ガラスの階段（1972年、CX / NMC） - 校長
- 火曜日の女シリーズ 木の葉の家（1972年、NTV）
- 緊急指令10-4・10-10 第4話「人喰いカビ」（1972年、NET / 円谷プロ） - 藤波博士
- ミラーマン 第48話「赤い怪鳥は三度来た!」（1972年、CX / 円谷プロ） - 樋口参謀長
- ジャンボーグA 第6話「絶望! 売られたジャンセスナ」（1973年、MBS / 円谷プロ） - 佐々木
- 恐怖劇場アンバランス 第3話「殺しのゲーム」（1973年、CX / 円谷プロ） - 中川
- 流星人間ゾーン 第5話「キングギドラをむかえ撃て!」（1973年、NTV / 東宝） - 長官
- レインボーマン（1973年、NET / 東宝） - ヤマト久蔵
- おこれ!男だ 第19話｢塾にお婆ちゃんが戦争を持ってきた!!｣(1973年、NTV / 松竹) - 老人ホーム若葉園園長
- プレイガール 第233話「夜ごとの肌に黒い罠!!」（1973年、12ch / 東映） - 西宮社長※増田順二名義
- 非情のライセンス（NET / 東映）
  - 第1シリーズ 第23話「兇悪のシャンソン」（1973年） - 医師
  - 第2シリーズ 第10話「兇悪の星」（1974年） - 教育長
  - 第2シリーズ 第97話「兇悪の殉職・坂井刑事」（1976年） - 徳永琢磨 （東西銀行頭取）
- 荒野の用心棒 第33話「反逆の牙は暁を裂いて…」（1973年、NET / 三船プロ） - 庄屋七左衛門
- 伝七捕物帳 (NTV)
  - 第5話「十手さばきに恋が咲く」（1973年）- 徳兵衛
  - 第75話「酒は涙か花が散る」（1975年）- 大和屋
  - 第94話 「男ごころに十手が光る」（1975年）- 玄斎
  - 第103話「花の錦の三姉妹」（1976年）- 孫兵衛
- 編笠十兵衛（1974年、CX / 東映） - 吉田忠左衛門
- 水滸伝 第26話「野望、砂漠に果つ」（1974年、NTV / 国際放映） - 呂清
- ザ・ボディガード 第9話「東京-ロス大追跡」・第10話「グランドキャニオンの殺人者」（1974年、NET / 東映）
- 華麗なる一族（1974年 - 1975年、MBS / 東宝） - 帝国製鉄尼崎製鉄所所長・岩本隆三
- ふりむくな鶴吉 第24話「貞女気質」（1975年、NHK）
- 正義のシンボル コンドールマン （1975年、NET / TTP） - 中野石油相
  - 第15話「戦慄の日本炎上作戦」
  - 第17話「火の海を突破せよ!!」
- アクマイザー3 第32話「なぜだ?! アクマの逃亡者」（1976年、NET / 東映） - キリンダー
- ザ・カゲスター 第12話「豹女の東京ジャングル作戦」（1976年、NET / 東映） - 三津野博士
- Gメン'75 第76話「幻の女」（1976年、TBS / 東映） - 東和自動車研究所プロジェクトチーム主任
- スーパー戦隊シリーズ（ANB / 東映）
  - ジャッカー電撃隊 第1話「4カード!! 切り札はJAKQ」、第2話「2テンジャック!! 秘密工場を電撃せよ」（1977年） - 東京ボス
  - 太陽戦隊サンバルカン 第30話「大暴れ 夢の大怪獣」（1981年） - 五木徳三郎
- ロボット110番 第9話「お金のなる木見つけたぞ!」（1977年、ANB / 東映）
- 破れ奉行 第19話「怨花・夜霧のお竜」（1977年、ANB / 中村プロ） - 弥兵衛
- 桃太郎侍
  - 第36話「海の男の燃える恋」（1977年） - 宗右ヱ門
  - 第69話「おれはお江戸のダメ同心!」（1978年） - 駒井備中守
  - 第121話「すずめの剣術修業」（1979年） - 有賀源左衛門
  - 第148話「つばめのつばめ」（1979年） - 田中忠左衛門
  - 第184話「いかさま武士道」（1980年） - 相川屋
  - 第206話「さようなら! すずめちゃん」（1980年） - 森田座勘左衛門
  - 第227話「身替り代は高すぎた」（1981年） - 徳助
- 新五捕物帳 第27話「愛の調べに架ける虹」（1978年、NTV / ユニオン映画） - 鶴屋
- 江戸の旋風シリーズ（CX / 東宝）
  - 同心部屋御用帳 江戸の旋風IV 第3話「片面打ちの仁義」（1978年） - 武蔵屋
  - 新・江戸の旋風（1980年）
    - 第10話「簪は知っていた」 - 泉州屋
    - 第27話「怪談・消えた娘」 - 尾張屋茂兵衛
- 西遊記 第3話「三兄弟・天竺への誓い」（1978年、NTV / 国際放映）
- 特捜最前線（ANB / 東映）
  - 第67話「判決II・自白を翻した女!」（1978年）
  - 第95話「強奪・花のスーパー・ヤング!」（1979年）
  - 第193話「老刑事 鈴を追う!」（1981年）
  - 第233話「判決・横須賀ドブ板通り!」（1981年）
  - 第257話「母……」（1982年）
  - 第271話「雨の夜の殺人風景!」（1982年）
  - 第385話「新幹線出張殺人!」（1984年）
  - 第417話「誘拐ルート・5時間の追跡!」（1985年）
- 大空港 第28話「復讐のダイナマイト」（1979年CX / 松竹） - 三田総業社長・三田
- 破れ新九郎 第24話「六十二万石の鯉騒動」（1979年、ANB / 中村プロ） - 徳右衛門
- 東京大地震マグニチュード8.1（1980年、YTV）
- 土曜ワイド劇場（ANB）
  - 松本清張の地の骨（1980年、東宝）
  - 江戸川乱歩の美女シリーズ（松竹）
    - 第3作「死刑台の美女」（1978年） - 川手庄太郎
    - 第9作「赤いさそりの美女」（1979年） - 相川操一
- 3年B組金八先生 第2シリーズ 第23回「卒業式前の暴力①」、第24回「卒業式前の暴力②」（1981年、TBS） - 荒谷二中校長・飯田
- 旅がらす事件帖 第7話「嵐の中の用心棒」（1980年、KTV / 国際放映） - 駒形屋
- ザ・商社 （1980年、NHK） - 鍋井常務
- 闇を斬れ 第4話「地獄の賄賂貸し」（1981年、KTV / 松竹） - 三島屋
- ザ・ハングマンシリーズ（ABC / 松竹芸能）
  - ザ・ハングマン（1981年）
    - 第8話「血染めのブランド」 - 亜里亜社長
    - 第29話「爆発サイクリング」 - 大原正行

  - ザ・ハングマンII 第26話「嫁の殺意・ポックリ寺の謎」（1982年） - 佐山仙吉（松本商事社長）
  - ザ・ハングマン4 第5話「女高生が非行理事長に食いものにされる!」（1984年） - 新星学院校長
- 二百三高地 愛は死にますか（1981年、TBS / 東映） - 山県有朋
- 噂の刑事トミーとマツ 第1シリーズ 第62話「キャッ! 水曜日の切り裂き魔」（1981年、TBS）
- 幻之介世直し帖 第6話「はやぶさ助けた鬼同心」（1981年、NTV / 国際放映） - 堀田豊後守忠春
- 松本清張シリーズ・けものみち（1982年、NHK） - 岡橋高速道路公団理事
- 鬼平犯科帳 第3シリーズ 第4話「雨乞い庄右衛門」（1982年、ANB / 東宝） - 鷺田の平兵衛
- ザ・サスペンス / 愛の殺人切符 最終便は裏切りの罠（1982年、TBS）
- 新・松平右近 第12話「無縁坂に消えた男」（1983年、NTV / ユニオン映画） - 越中屋清兵衛
- 大奥 第37話「さらば!田園交響楽」（1983年、KTV / 東映） - 松平乗邑
- 流れ星佐吉 第10話「名裁き大逆転」（1984年、KTV / 松竹）
- 木曜ゴールデンドラマ / 暴力中学 ある教師の詩2（1984年、YTV / ユニオン映画）
- 暴れ九庵 第17話「夢路をたどる二人三脚」（1985年、KTV / 東宝） - 伊兵ヱ
- NHK新大型時代劇 / 真田太平記（1985年 - 1986年、NHK） - 板倉勝重
- 火曜サスペンス劇場 / 鉄の串（1986年、NTV） - 岩井繁治
- 松本清張の絢爛たる流離 第3話「離婚した花嫁の殺意」（1987年、ANB / 松竹）
- いまどきの姑（1987年、THK）
- 月曜・女のサスペンス/信玄伝説殺人事件　(1988年、TX)

### 舞台
- 毒薬と老嬢 ※劇団NLTに客演

### 吹き替え
- ミステリーゾーン（1961年、TBS） 
  - シーズン2 第13話「過ぎし日」
  - シーズン2 第21話「サイコロ人生」 - エイス・ラーセン（デーン・クラーク）[12]
  - シーズン2 第28話「火星人は誰だ」
  - シーズン3 第28話「リトル・ピープル」 - ピーター・クレイグ（ジョー・マロス）

### CM
- ポリデント（1978年、小林製薬）